# Rosjanie nadchodzą
Rosjanie nadchodzą (ang. The Russians Are Coming, The Russians Are Coming) – amerykańska komedia wojenna z 1966 roku w reżyserii Normana Jewisona. Film opowiada historię przypadkowego przybycia radzieckiego okrętu podwodnego w pobliżu małego miasteczka w Nowej Anglii. Zdjęcia kręcono jednakże na wybrzeżu Kalifornii.

## Obsada
- Alan Arkin: pułkownik Rozanov
- Carl Reiner: Walt Whittaker
- Eva Marie Saint: Elspeth Whittaker
- Brian Keith: szef policji Link Mattocks
- Jonathan Winters: oficer Norman Jonas
- Paul Ford: Fendall Hawkins
- Theodore Bikel: rosyjski kapitan
- Tessie O’Shea: Alice Foss
- John Phillip Law: Alexei Kolchin
- Ben Blue: Luther Grilk
- Don Keefer: Irving Christiansen

## Nagrody i nominacje
Oscary za rok 1966
- Najlepszy film – Norman Jewison (nominacja)
- Najlepszy scenariusz adaptowany – William Rose (nominacja)
- Najlepszy montaż – Hal Ashby, J. Terry Williams (nominacja)
- Najlepszy aktor – Alan Arkin (nominacja)

Złote Globy 1966
- Najlepsza komedia/musical
- Najlepszy aktor w komedii/musicalu – Alan Arkin
- Najlepszy scenariusz – William Rose (nominacja)
- Odkrycie roku – aktor – John Phillip Law (nominacja)
- Odkrycie roku – aktor – Alan Arkin (nominacja)

Nagrody BAFTA 1966
- Najlepszy debiut w głównej roli – Alan Arkin (nominacja)
- Nagroda Narodów Zjednoczonych (nominacja)